# Jillian Wallwork
Jillian „Jill“ M. Wallwork (* 1962, geborene Jillian M. Pringle) ist eine englische Badmintonspielerin. 

## Karriere
Jill Pringle siegte 1981 und 1983 bei den Irish Open, 1981 bei den USSR International sowie 1982 bei den Hungarian International. Verheiratet als Jillian Wallwork gewann sie 1988 die Welsh International. Bei den nationalen englischen Titelkämpfen gewann sie 1989 und 1990 Silber.